# Alinen Kienajajärvi
Alinen Kienajajärvi, Keskinen Kienajajärvi och Ylinen Kienajajärvi, eller Kienajajärvet är sjöar i Finland. De ligger i kommunen Kolari i landskapet Lappland, i den norra delen av landet, 800 km norr om huvudstaden Helsingfors. Kienajajärvet ligger 158,3 meter över havet. Arean är 15 hektar och strandlinjen är 1,89 kilometer lång. Sjön  ingår i Kemi älvs huvudavrinningsområde. 